# Ambriz
Ambriz je město, obec a okres v provincii Bengo na severozápadě Angoly.

## Populace
Obyvatelstvo Ambriz je téměř jednotné. Nejvíce zde žije takzvaných Bakongů, což jsou etničtí Konžané. Dále je zde menšina portugalských přistěhovalců a některých afrických kmenů.

## Hospodářství
Nejvýznamnějším odvětvím je rybaření. Zemědělství je velmi málo rozvinuto. Kdysi se zde těžila ropa a zemní plyn, ale po výbuchu těžebního zařízení v roce 1992 byla těžba přerušena. V roce 2007 anglo-portugalská (PETROMAR) společnost oznámila, že zde začne vyrábět biopaliva z palmového oleje.